# Trofeo Laigueglia 2014
La 51e édition du Trofeo Laigueglia a eu lieu le 21 février 2014. La course fait partie du calendrier UCI Europe Tour 2014 en catégorie 1.1.
La course a été remportée par le Colombien José Serpa (Lampre-Merida) qui devance l'Allemand Patrik Sinkewitz (Méridiana Kamen) lors d'un sprint à deux. L'Italien Andrea Pasqualon (Area Zero) règle pour la troisième place au sprint le reste du peloton d'une vingtaine de coureurs qui arrive douze secondes plus tard,,,. Ce succès de Serpa a été mal vécu par Sinkewitz qui a fait la plus grosse partie du travail dans l'échappée alors que Serpa refusait les relais. Quelques jours après la course, le 24 février 2014, Sinkewitz se voit suspendre pour huit ans par le TAS malgré son blanchiment provisoire à la suite d'un contrôle positif datant du Grand Prix de Lugano de 2011.

## Présentation

### Parcours
,

### Équipes
Classé en catégorie 1.1 de l'UCI Europe Tour, le Trofeo Laigueglia est par conséquent ouvert aux UCI ProTeams dans la limite de 50 % des équipes participantes, aux équipes continentales professionnelles, aux équipes continentales et aux équipes nationales.
L'organisateur a communiqué la liste des équipes invitées le 17 février 2014. Vingt-deux équipes participent à ce Trofeo Laigueglia - trois ProTeams, sept équipes continentales professionnelles et douze équipes continentales :
| UCI ProTeams     | UCI ProTeams | UCI ProTeams |
| Nom de l'équipe  | Pays         | Code         |
| ---------------- | ------------ | ------------ |
| AG2R La Mondiale | France       | ALM          |
| Cannondale       | Italie       | CAN          |
| Lampre-Merida    | Italie       | LAM          |

| Équipes continentales professionnelles | Équipes continentales professionnelles | Équipes continentales professionnelles |
| Nom de l'équipe                        | Pays                                   | Code                                   |
| -------------------------------------- | -------------------------------------- | -------------------------------------- |
| Androni Giocattoli-Venezuela           | Italie                                 | AND                                    |
| Bardiani CSF                           | Italie                                 | BAR                                    |
| Bretagne-Séché Environnement           | France                                 | BSE                                    |
| Colombia                               | Colombie                               | COL                                    |
| MTN-Qhubeka                            | Afrique du Sud                         | MTN                                    |
| RusVelo                                | Russie                                 | RVL                                    |
| Yellow Fluo                            | Italie                                 | YEL                                    |

| Équipes continentales   | Équipes continentales | Équipes continentales |
| Nom de l'équipe         | Pays                  | Code                  |
| ----------------------- | --------------------- | --------------------- |
| Amore & Vita-Selle SMP  | Ukraine               | AMO                   |
| Area Zero               | Italie                | AZT                   |
| Christina Watches-Kuma  | Danemark              | CTO                   |
| Cult Energy Vital Water | Danemark              | CUL                   |
| Idea                    | Italie                | IDE                   |
| Lokosphinx              | Russie                | LOK                   |
| Marchiol Emisfero       | Italie                | MAE                   |
| Meridiana Kamen         | Croatie               | MKT                   |
| MG Kvis-Trevigiani      | Italie                | MGK                   |
| Utensilnord             | Hongrie               | UNA                   |
| Vega-Hotsand            | Italie                | VHS                   |
| Vini Fantini Nippo      | Japon                 | VFN                   |

### Favoris
,

## Récit de la course
Vingt-deux équipes inscrivent huit coureurs sauf les formations italienne Bardiani CSF, russes RusVelo et Lokosphinx et danoise Cult Energy Vital Water qui n'en comptent que sept chacune. De plus un coureur est non-partant avant le début de l'épreuve : l'Italien Mariano Giallorenzo (Meridiana Kamen). 171 coureurs sont donc au départ de la course,,,,.

## Classement final
|    | Coureur           | Pays      | Équipe                       |    | Temps           |
| -- | ----------------- | --------- | ---------------------------- | -- | --------------- |
| 1  | José Serpa        | Colombie  | Lampre-Merida                | en | 6 h 17 min 43 s |
| 2  | Patrik Sinkewitz  | Allemagne | Méridiana Kamen              | +  | 0 s             |
| 3  | Andrea Pasqualon  | Italie    | Area Zero                    |    | 12 s            |
| 4  | Sonny Colbrelli   | Italie    | Bardiani CSF                 |    | 12 s            |
| 5  | Diego Ulissi      | Italie    | Lampre-Merida                |    | 12 s            |
| 6  | Davide Villella   | Italie    | Cannondale                   |    | 12 s            |
| 7  | Matteo Montaguti  | Italie    | AG2R La Mondiale             |    | 12 s            |
| 8  | Marco Marcato     | Italie    | Cannondale                   |    | 12 s            |
| 9  | Franco Pellizotti | Italie    | Androni Giocattoli-Venezuela |    | 12 s            |
| 10 | Mauro Finetto     | Italie    | Yellow Fluo                  |    | 12 s            |

## Liste des participants
- Liste de départ complète

| Légende | Légende                                                                    | Légende | Légende                                                    |
| ------- | -------------------------------------------------------------------------- | ------- | ---------------------------------------------------------- |
| Num     | Dossard de départ porté par le coureur sur ce Trofeo Laigueglia            | Pos     | Position à l'arrivée de la course                          |
|         | Indique un maillot de champion national ou mondial, suivi de sa spécialité | NP      | Indique un coureur qui n'a pas pris le départ de la course |
| AB      | Indique un coureur qui n'a pas terminé la course                           | HD      | Indique un coureur qui a terminé la course hors des délais |

| Lampre-Merida LAM | Lampre-Merida LAM        | Lampre-Merida LAM |
| ----------------- | ------------------------ | ----------------- |
| Num               | Coureur                  | Pos               |
| 1                 | Niccolò Bonifazio (ITA)  | 67e               |
| 2                 | Damiano Cunego (ITA)     | 21e               |
| 3                 | Elia Favilli (ITA)       | AB                |
| 4                 | José Serpa (COL)         | 1er               |
| 5                 | Przemysław Niemiec (POL) | 23e               |
| 6                 | Andrea Palini (ITA)      | AB                |
| 7                 | Diego Ulissi (ITA)       | 5e                |
| 8                 | Luca Wackermann (ITA)    | 19e               |

| Cannondale CAN | Cannondale CAN          | Cannondale CAN |
| -------------- | ----------------------- | -------------- |
| Num            | Coureur                 | Pos            |
| 11             | Davide Formolo (ITA)    | 28e            |
| 12             | Juraj Sagan (SVK)       | 90e            |
| 13             | Maciej Bodnar (POL)     | AB             |
| 14             | Davide Villella (ITA)   | 6e             |
| 15             | Marco Marcato (ITA)     | 8e             |
| 16             | Matej Mohorič (SLO)     | 68e            |
| 17             | Daniele Ratto (ITA)     | AB             |
| 18             | Cristiano Salerno (ITA) | 24e            |

| AG2R La Mondiale ALM | AG2R La Mondiale ALM      | AG2R La Mondiale ALM |
| -------------------- | ------------------------- | -------------------- |
| Num                  | Coureur                   | Pos                  |
| 21                   | Matteo Montaguti (ITA)    | 7e                   |
| 22                   | Gediminas Bagdonas (LTU)  | 44e                  |
| 23                   | Julian Kern (GER)         | 58e                  |
| 24                   | Guillaume Bonnafond (FRA) | 15e                  |
| 25                   | Maxime Daniel (FRA)       | AB                   |
| 26                   | Axel Domont (FRA)         | 18e                  |
| 27                   | Ben Gastauer (LUX)        | 59e                  |
| 28                   | Patrick Gretsch (GER)     | AB                   |

| Bardiani CSF BAR | Bardiani CSF BAR                 | Bardiani CSF BAR |
| ---------------- | -------------------------------- | ---------------- |
| Num              | Coureur                          | Pos              |
| 31               | Sonny Colbrelli (ITA)            | 4e               |
| 32               | Francesco Manuel Bongiorno (ITA) | 72e              |
| 33               | Enrico Barbin (ITA)              | 62e              |
| 34               | Stefano Pirazzi (ITA)            | 69e              |
| 35               | Edoardo Zardini (ITA)            | 65e              |
| 36               | Angelo Pagani (ITA)              | 26e              |
| 37               | Donato De Ieso (ITA)             | AB               |
| 38               |                                  |                  |

| Androni Giocattoli-Venezuela AND | Androni Giocattoli-Venezuela AND | Androni Giocattoli-Venezuela AND |
| -------------------------------- | -------------------------------- | -------------------------------- |
| Num                              | Coureur                          | Pos                              |
| 41                               | Franco Pellizotti (ITA)          | 10e                              |
| 42                               | Patrick Facchini (ITA)           | 22e                              |
| 43                               | Gianfranco Zilioli (ITA)         | 64e                              |
| 44                               | Alessio Taliani (ITA)            | 95e                              |
| 45                               | Diego Rosa (ITA)                 | 57e                              |
| 46                               | Manuel Belletti (ITA)            | 30e                              |
| 47                               | Marco Frapporti (ITA)            | 53e                              |
| 48                               | Marco Bandiera (ITA)             | AB                               |

| MTN-Qhubeka RSA | MTN-Qhubeka RSA          | MTN-Qhubeka RSA |
| --------------- | ------------------------ | --------------- |
| Num             | Coureur                  | Pos             |
| 51              | Martin Reimer (GER)      | 32e             |
| 52              | Dennis van Niekerk (RSA) | AB              |
| 53              | Adrien Niyonshuti (RWA)  | AB              |
| 54              | Jay Robert Thomson (RSA) | 50e             |
| 55              | Johann van Zyl (RSA)     | 54e             |
| 56              | Martin Wesemann (RSA)    | AB              |
| 57              | Kristian Sbaragli (ITA)  | 81e             |
| 58              | Songezo Jim (RSA)        | AB              |

| Colombia COL | Colombia COL               | Colombia COL |
| ------------ | -------------------------- | ------------ |
| Num          | Coureur                    | Pos          |
| 61           | Robinson Chalapud (COL)    | 98e          |
| 62           | Jarlinson Pantano (COL)    | 25e          |
| 63           | Leonardo Duque (COL)       | 46e          |
| 64           | Carlos Quintero (COL)      | 27e          |
| 65           | Dúber Quintero (COL)       | AB           |
| 66           | Jeffry Romero (COL)        | 33e          |
| 67           | Miguel Ángel Rubiano (COL) | 12e          |
| 68           | Juan Pablo Valencia (COL)  | AB           |

| Yellow Fluo YEL | Yellow Fluo YEL        | Yellow Fluo YEL |
| --------------- | ---------------------- | --------------- |
| Num             | Coureur                | Pos             |
| 71              | Rafael Andriato (BRA)  | 35e             |
| 72              | Daniele Colli (ITA)    | AB              |
| 73              | Francesco Failli (ITA) | 61e             |
| 74              | Andrea Fedi (ITA)      | AB              |
| 75              | Mauro Finetto (ITA)    | 11e             |
| 76              | Mirko Tedeschi (ITA)   | AB              |
| 77              | Matteo Rabottini (ITA) | 9e              |
| 78              | Fabio Taborre (ITA)    | 16e             |

| RusVelo RVL | RusVelo RVL               | RusVelo RVL |
| ----------- | ------------------------- | ----------- |
| Num         | Coureur                   | Pos         |
| 81          | Ivan Balykin (ITA)        | 86e         |
| 82          | Gennadi Tatarinov (RUS)   | AB          |
| 83          | Leonid Krasnov (RUS)      | AB          |
| 84          | Timofey Kritskiy (RUS)    | AB          |
| 85          | Andrey Solomennikov (RUS) | 84e         |
| 86          | Roman Maikin (RUS)        | AB          |
| 87          | Sergey Pomoshnikov (RUS)  | 14e         |
| 88          |                           |             |

| Vini Fantini Nippo VFN | Vini Fantini Nippo VFN    | Vini Fantini Nippo VFN |
| ---------------------- | ------------------------- | ---------------------- |
| Num                    | Coureur                   | Pos                    |
| 91                     | Takashi Miyazawa (JPN)    | AB                     |
| 92                     | Alessandro Malaguti (ITA) | 42e                    |
| 93                     | Kim Magnusson (SWE)       | AB                     |
| 94                     | Daniel Paulus (AUT)       | 43e                    |
| 95                     | Pierpaolo De Negri (ITA)  | 47e                    |
| 96                     | Willie Smit (RSA)         | AB                     |
| 97                     | Yuya Akimaru (JPN)        | AB                     |
| 98                     | Alessandro Bisolti (ITA)  | AB                     |

| Utensilnord UNA | Utensilnord UNA           | Utensilnord UNA |
| --------------- | ------------------------- | --------------- |
| Num             | Coureur                   | Pos             |
| 101             | Gennaro Maddaluno (ITA)   | 79e             |
| 102             | Alessandro Mazzi (ITA)    | 41e             |
| 103             | Daniele Scampamorte (ITA) | AB              |
| 104             | Gianfelice Fonte (ITA)    | AB              |
| 105             | Botond Holló (HUN)        | AB              |
| 106             | Péter Kusztor (HUN)       | AB              |
| 107             | Žolt Der (HUN)            | AB              |
| 108             | Ábel Kenyeres (HUN)       | AB              |

| Meridiana Kamen MKT | Meridiana Kamen MKT       | Meridiana Kamen MKT |
| ------------------- | ------------------------- | ------------------- |
| Num                 | Coureur                   | Pos                 |
| 111                 | Patrik Sinkewitz (GER)    | 2e                  |
| 112                 | Davide Mucelli (ITA)      | 71e                 |
| 113                 | Antonio Santoro (ITA)     | AB                  |
| 114                 | Mariano Giallorenzo (ITA) | NP                  |
| 115                 | Emanuel Kišerlovski (CRO) | 91e                 |
| 116                 | Endi Širol (CRO)          | AB                  |
| 117                 | Peter Kozlovic (CRO)      | AB                  |
| 118                 | Igor Rudan (CRO)          | AB                  |

| Idea IDE | Idea IDE                     | Idea IDE |
| -------- | ---------------------------- | -------- |
| Num      | Coureur                      | Pos      |
| 121      | Christian Delle Stelle (ITA) | 96e      |
| 122      | Ricardo Pichetta (ITA)       | 99e      |
| 123      | Mirko Tedeschi (ITA)         | 70e      |
| 124      | Matteo Collodel (ITA)        | 37e      |
| 125      | Alessandro Pettiti (ITA)     | 55e      |
| 126      | Fabio Gadda (ITA)            | AB       |
| 127      | Matteo Spreafico (ITA)       | 78e      |
| 128      | Davide Ballerini (ITA)       | AB       |

| Lokosphinx LOK | Lokosphinx LOK            | Lokosphinx LOK |
| -------------- | ------------------------- | -------------- |
| Num            | Coureur                   | Pos            |
| 131            | Arkimedes Arguelyes (RUS) | 76e            |
| 132            | Sergey Shilov (RUS)       | AB             |
| 133            | Dmitriy Sokolov (RUS)     | AB             |
| 134            | Evgeny Shalunov (RUS)     | 87e            |
| 135            | Sergey Vdovin (RUS)       | AB             |
| 136            | Alexander Vdovin (RUS)    | 88e            |
| 137            | Alexey Rybalkin (RUS)     | AB             |
| 138            |                           |                |

| Area Zero AZT | Area Zero AZT           | Area Zero AZT |
| ------------- | ----------------------- | ------------- |
| Num           | Coureur                 | Pos           |
| 141           | Paolo Ciavatta (ITA)    | 20e           |
| 142           | Fabio Chinello (ITA)    | 29e           |
| 143           | Marco Tecchio (ITA)     | AB            |
| 144           | Gianluca Leonardi (ITA) | AB            |
| 145           | Gianluca Mengardo (ITA) | 40e           |
| 146           | Andrea Pasqualon (ITA)  | 3e            |
| 147           | Simone Petilli (ITA)    | 66e           |
| 148           | Stefano Tonin (ITA)     | 36e           |

| Bretagne-Séché Environnement BSE | Bretagne-Séché Environnement BSE | Bretagne-Séché Environnement BSE |
| -------------------------------- | -------------------------------- | -------------------------------- |
| Num                              | Coureur                          | Pos                              |
| 151                              | Erwann Corbel (FRA)              | AB                               |
| 152                              | Romain Feillu (FRA)              | 31e                              |
| 153                              | Anthony Delaplace (FRA)          | 13e                              |
| 154                              | Benoît Jarrier (FRA)             | 63e                              |
| 155                              | Benjamin Le Montagner (FRA)      | AB                               |
| 156                              | Pierre-Luc Périchon (FRA)        | 52e                              |
| 157                              | Vegard Stake Laengen (NOR)       | 51e                              |
| 158                              | Christophe Laborie (FRA)         | 49e                              |

| MG Kvis-Trevigiani MGK | MG Kvis-Trevigiani MGK       | MG Kvis-Trevigiani MGK |
| ---------------------- | ---------------------------- | ---------------------- |
| Num                    | Coureur                      | Pos                    |
| 161                    | Daniele Aldegheri (ITA)      | AB                     |
| 162                    | Matteo Busato (ITA)          | 73e                    |
| 163                    | Luca Chirico (ITA)           | 100e                   |
| 164                    | Lorenzo Di Remigio (ITA)     | 56e                    |
| 165                    | Riccardo Donato (ITA)        | AB                     |
| 166                    | Mattia Frapporti (ITA)       | AB                     |
| 167                    | Andrei Nechita (ROU) (Route) | AB                     |
| 168                    | Lorenzo Rota (ITA)           | AB                     |

| Marchiol Emisfero MAE | Marchiol Emisfero MAE    | Marchiol Emisfero MAE |
| --------------------- | ------------------------ | --------------------- |
| Num                   | Coureur                  | Pos                   |
| 171                   | Simone Antonini (ITA)    | 75e                   |
| 172                   | Raffaello Bonusi (ITA)   | AB                    |
| 173                   | Enea Cambianica (SUI)    | AB                    |
| 174                   | Alberto Cecchin (ITA)    | AB                    |
| 175                   | Antonio Nibali (ITA)     | AB                    |
| 176                   | Francesco Sedaboni (ITA) | AB                    |
| 177                   | Andrea Vaccher (ITA)     | AB                    |
| 178                   | Enrico Franzoi (ITA)     | 34e                   |

| Amore & Vita-Selle SMP AMO | Amore & Vita-Selle SMP AMO  | Amore & Vita-Selle SMP AMO |
| -------------------------- | --------------------------- | -------------------------- |
| Num                        | Coureur                     | Pos                        |
| 181                        | Leonardo Pinizzotto (ITA)   | 77e                        |
| 182                        | Antonio Di Battista(ITA)    | AB                         |
| 183                        | Michael Woods (CAN)         | 92e                        |
| 184                        | Yukinori Hishinuma (JPN)    | AB                         |
| 185                        | Viesturs Lukševics (LAT)    | 38e                        |
| 186                        | James Piccoli (CAN)         | AB                         |
| 187                        | Kanstantin Klimiankou (BLR) | 45e                        |
| 188                        | Artem Topchanyuk (UKR)      | 85e                        |

| Vega-Hotsand VHS | Vega-Hotsand VHS             | Vega-Hotsand VHS |
| ---------------- | ---------------------------- | ---------------- |
| Num              | Coureur                      | Pos              |
| 191              | Alessio Lanzano (ITA)        | AB               |
| 192              | Alessio Camilli (ITA)        | 93e              |
| 193              | Sante Di Nizio (ITA)         | AB               |
| 194              | Gianni Franco D'Intino (ITA) | AB               |
| 195              | Emiliano Faieta (ITA)        | AB               |
| 196              | Moreno Giampaolo (ITA)       | AB               |
| 197              | Nicola Gaffurini (ITA)       | 17e              |
| 198              | Alessandro Riccardi (ITA)    | 97e              |

| Cult Energy Vital Water CUL | Cult Energy Vital Water CUL | Cult Energy Vital Water CUL |
| --------------------------- | --------------------------- | --------------------------- |
| Num                         | Coureur                     | Pos                         |
| 201                         | Martin Mortensen (DEN)      | AB                          |
| 202                         | Rasmus Sterobo (DEN)        | AB                          |
| 203                         | Mads Christensen (DEN)      | 39e                         |
| 204                         | Lasse Bøchman (DEN)         | 94e                         |
| 205                         | Christian Jørgensen (DEN)   | AB                          |
| 206                         |                             |                             |
| 207                         | Michael Reihs (DEN)         | 89e                         |
| 208                         | Troels Vinther (DEN)        | 83e                         |

| Christina Watches-Kuma CTO | Christina Watches-Kuma CTO | Christina Watches-Kuma CTO |
| -------------------------- | -------------------------- | -------------------------- |
| Num                        | Coureur                    | Pos                        |
| 211                        | Stefan Schumacher (GER)    | 48e                        |
| 212                        | Constantino Zaballa (ESP)  | 80e                        |
| 213                        | Mattia Gavazzi (ITA)       | AB                         |
| 214                        | Fortunato Baliani (ITA)    | 60e                        |
| 215                        | Enrico Rossi (ITA)         | 74e                        |
| 216                        | Jimmi Sørensen (DEN)       | AB                         |
| 217                        | Marc Christian Garby (DEN) | 82e                        |
| 218                        | Alexander Kamp (DEN)       | AB                         |